# Béatrice Ire de Bourgogne
Pour les articles homonymes, voir Béatrice de Bourgogne.
Béatrice de Bourgogne (en allemand : Beatrix von Burgund), née vers 1143 et morte le 15 novembre 1184 à Jouhe en Franche-Comté, est une princesse de la maison d'Ivrée, fille du comte Renaud III de Bourgogne et de son épouse Agathe de Lorraine. Elle hérite du comté de Bourgogne à la mort de son père en 1148 ; par son mariage en 1156 avec l'empereur Frédéric Barberousse, elle est reine de Germanie et impératrice du Saint-Empire.

## Biographie
La comtesse Béatrice naît vers 1143, la date exacte n'est pas connue. Elle est fille unique du comte Renaud III de Bourgogne (mort en 1148) et d'Agathe (morte en 1147), fille du duc Simon Ier de Lorraine. Elle est encore une petite fille quand son père meurt en 1148. Son oncle le comte Guillaume III de Mâcon devient régent et tente de spolier sa nièce. Pour l'en empêcher, l'empereur romain Frédéric Barberousse épouse cette dernière.

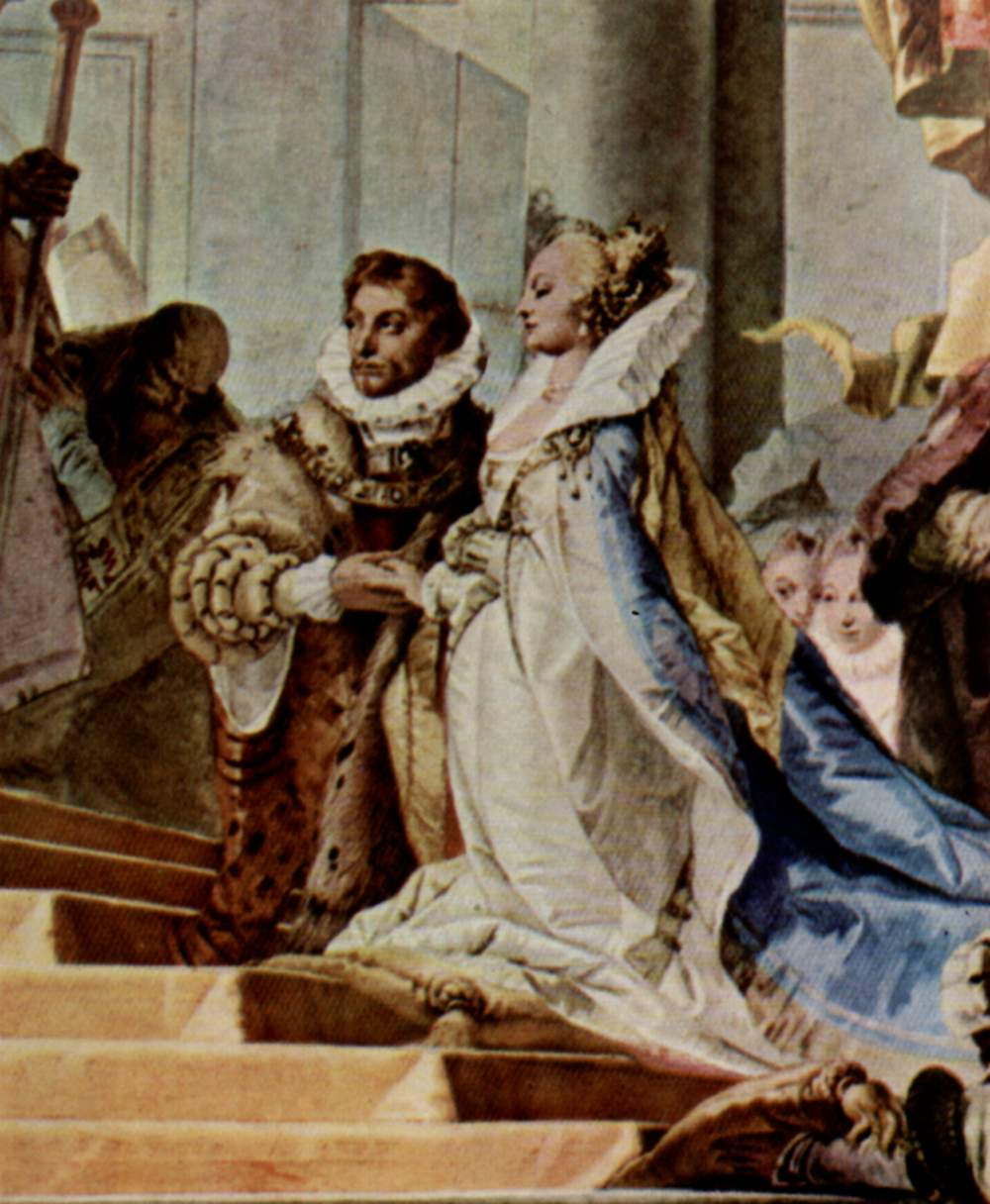
Détail du mariage de Béatrice de Bourgogne avec l'empereur Frédéric Barberousse, fresque de Giambattista Tiepolo, 1751.

Le 17 juin 1156, le mariage de Frédéric et Béatrice a eu lieu à Wurtzbourg. Trois ans auparavant, l'empereur s'était séparé de sa première femme, Adela de Vohburg. Béatrice lui apporte en dot le comté de Bourgogne. Ils ont de nombreux enfants dont : 
- Béatrice (v. 1161-1174) ;
- le futur duc Frédéric V de Souabe (16 juillet 1164 à Pavie ; mort le 28 novembre 1169 ou 1170) ;
- le futur Empereur germanique Henri VI du Saint-Empire (1165-1197) qui succède au titre d'Empereur à son père ;
- le futur duc Frédéric VI de Souabe (1167 - 20 janvier 1191) ;
- le futur comte Othon Ier de Bourgogne (1167-1200) qui épouse en 1192 la comtesse Marguerite de Blois (v. 1170-1231) et qui succède au titre de comte de Bourgogne de Frédéric Barberousse[2] ;
- Conrad de Hohenstaufen futur duc Conrad II de Souabe (1172-1196) ;
- Rainald (né en 1173, mort en bas âge) ;
- Wilhelm (né en 1176, mort en bas âge) ;
- le futur duc Philippe Ier de Souabe (1176-1208) ;
- Agnès (morte en 1184).

Le 9 octobre 1156, Béatrice est couronnée reine de Germanie par l'archevêque de Trèves. Par son mariage, Frédéric Barberousse parvient à renforcer sa position dominante dans les domaines du royaume d'Arles. En 1167, il commence une campagne sanglante vers l'Italie pour faire sacrer sa femme impératrice par le pape Alexandre III. Il  assiège Rome ; toutefois, le pape refuse obstinément de répondre à sa demande, en particulier parce que l'empereur avait soutenu l'antipape Pascal III. Frédéric prend la ville, forçant Alexandre III à fuir. Le 1er août 1167, Pascal III couronne Frédéric et Béatrice à la basilique Saint-Pierre.
Béatrice a été décrite comme une femme belle et intelligente, son mariage avec Frédéric est visiblement heureux. Ses dernières années sont consacrées aux affaires gouvernementales de son patrimoine en Bourgogne. En 1184, elle meurt à Jouhe le 15 novembre à l'âge de 41 ans. Elle repose depuis avec sa fille Agnès dans la crypte de la cathédrale de Spire. Son cœur aurait été conservé dans l'ancienne abbaye bénédictine de Jouhe.